# Nash Rambler
Nash Rambler – samochód osobowy klasy kompaktowej produkowany przez amerykańską firmę Nash Motors, a następnie koncern American Motors w latach 1950–1955; w ostatnim roku także pod marką Hudson Rambler. Stanowił jeden z pierwszych amerykańskich powojennych samochodów kompaktowych i zapoczątkował powrót marki Rambler.
Wyprodukowany w liczbie około 280 tysięcy sztuk, występował początkowo jako kabriolet i dwudrzwiowe kombi, później wprowadzono także wydłużone odmiany czterodrzwiowe. Napęd stanowiły silniki sześciocylindrowe.

## Historia i opis modelu

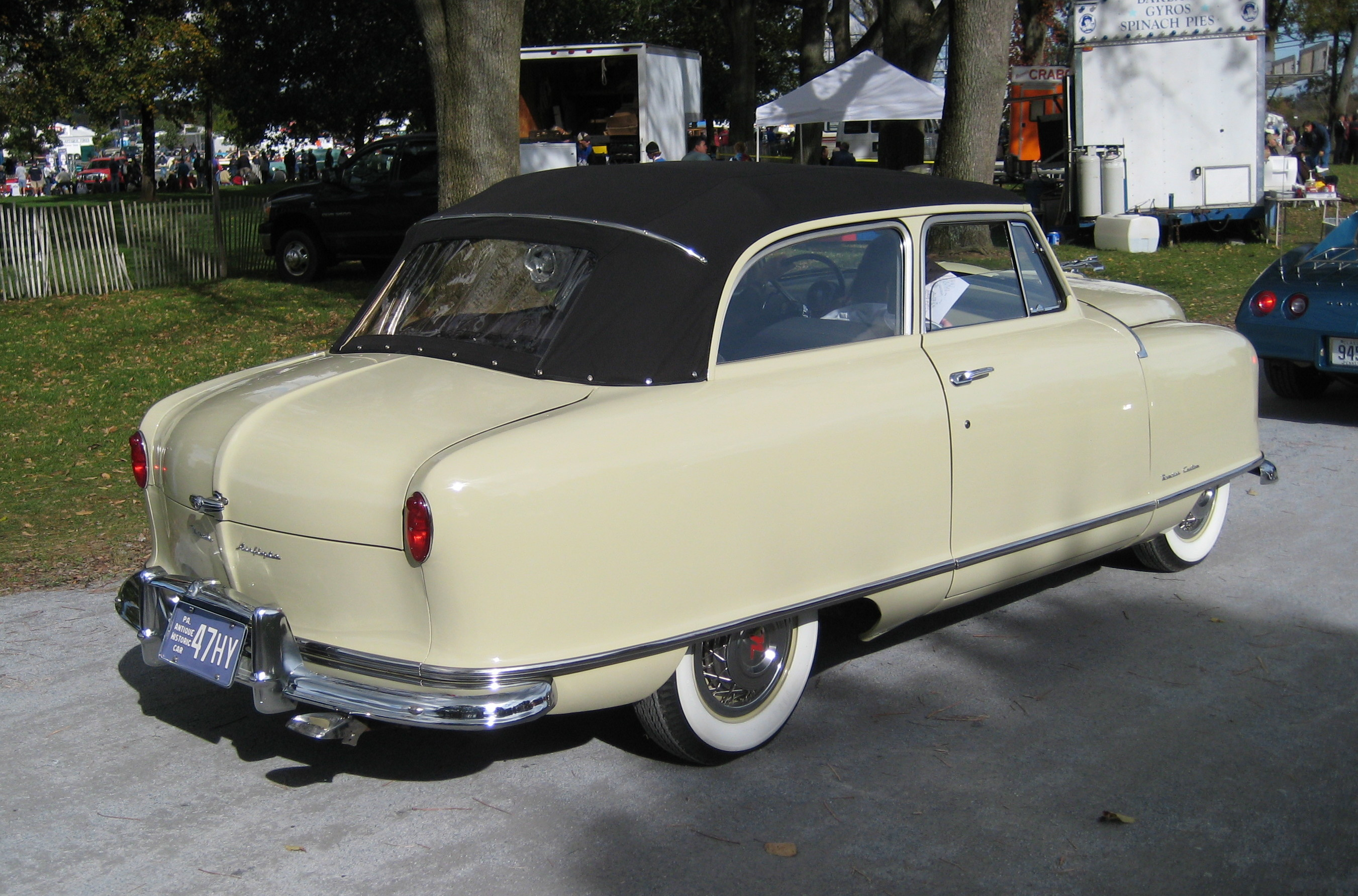
Nash Rambler kabriolet - tył

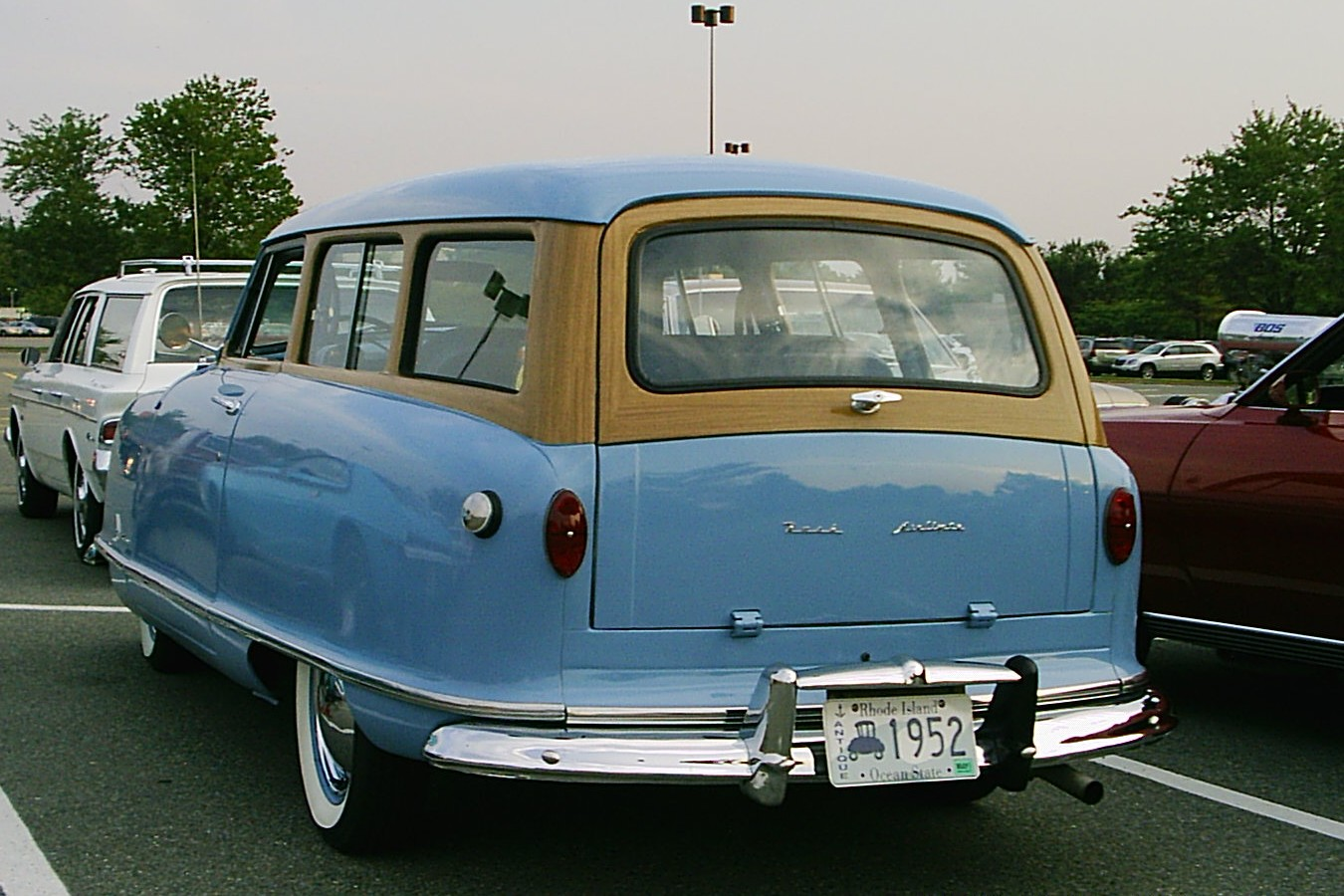
Nash Rambler kombi z 1952 - tył

### Początek produkcji – lata 1950–1952
W marcu 1950 roku amerykańskie przedsiębiorstwo Nash przedstawiło nowy model Rambler, nazwany tak od marki pierwszych samochodów produkcji przedsiębiorstwa Jeffery, poprzednika Nasha. Stał się on pierwszym przedstawicielem nowego mniejszego segmentu na rynku amerykańskim, określanego wówczas jako kompaktowy (compact car). Przyczyną jego powstania było rosnące zainteresowanie Amerykanów mniejszymi samochodami od dominujących na rynku, w tym importowanymi. Z rozstawem osi 100 cali (254 cm) był on w tym roku drugim najmniejszym samochodem produkcji amerykańskiej. Samochód zyskał awangardowe kształty nadwozia typowe dla większych modeli Nash, z dominującą formą jednolitej opływowej bryły pozbawionej wystających błotników i wcięć na nadkola. Styl ten nazwany był przez  producenta Airflyte. Przedni pas zdobiły okrągłe reflektory na przedłużeniu błotników, a pod nimi znajdowały się małe okrągłe światła pozycyjne. Pomiędzy błotnikami była wybrzuszona maska. Atrapa chłodnicy w owalnym wycięciu miała dwie poprzeczki, a na środku mały ozdobny stożek.
Pierwszą odmianą nadwoziową był dwudrzwiowy kabriolet ze stałymi ramami drzwi (określony jako typ nadwozia Landau – lando), a po kilku miesiącach uzupełniło go dwudrzwiowe kombi (ang. Station Wagon). Oba nadwozia były o nowoczesnej konstrukcji samonośnej, pięciomiejscowe, zapewniające dobrą sztywność i bezpieczeństwo. Napęd stanowił sześciocylindrowy rzędowy silnik dolnozaworowy, przejęty ze starszego modelu Nash 600, o pojemności 2,8 l (172,6 cala sześciennego) i mocy brutto 82 KM. Napęd przenoszony był na tylną oś poprzez trzybiegową skrzynię mechaniczną, za dopłatą dostępny był nadbieg. Koła miały rozmiar 5,90×15. Samochód produkowany był początkowo w jedynej wersji wykończenia Custom i miał bogate wyposażenie jak na swoje czasy, posiadając między innymi standardowo radio, zegar elektryczny, podwójne wycieraczki szyby i kierunkowskazy. Dach w kabriolecie był rozciągany mechanicznie na prowadnicach ramy drzwi i mógł zostać częściowo otwarty. Mimo mniejszych rozmiarów, Nash Rambler nie był tani i kosztował w obu wersjach 1808 dolarów, co było ceną znacząco wyższą, niż za większe pełnowymiarowe samochody z nadwoziem sedan, chociaż niższą od ich odmian kabriolet i kombi. Wygoda była jednak podobna jak w dużych samochodach, wysoko oceniana była też jakość wykonania i wyposażenie. Samochód spotkał się z zainteresowaniem na rynku i powstało ich w pierwszym krótkim roku modelowym 11 420, w tym 1712 kombi. Produkowano je w Kenosha w stanie Wisconsin i El Segundo w Kalifornii.

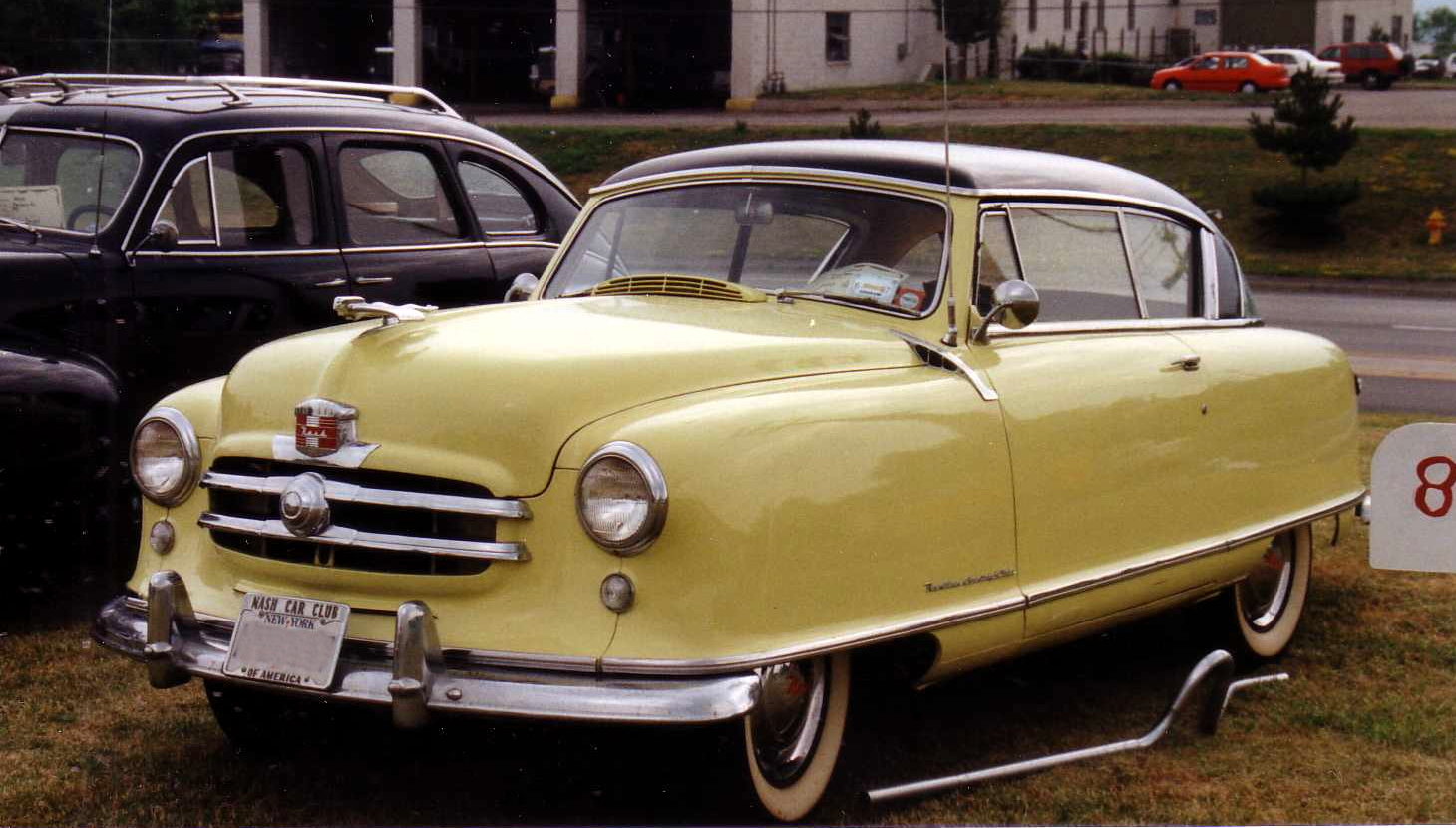
Nash Rambler hardtop z 1951

Już w czerwcu 1950 roku wszedł na rynek Rambler 1951 roku modelowego, który nie wprowadził zmian w stylistyce ani napędzie, natomiast doszła trzecia wersja nadwoziowa o nazwie Country Club, w modnym stylu dwudrzwiowego hardtopu. Odznaczał się on stylistycznie szerokim pochylonym do tyłu tylnym słupkiem dachu (który później stał się charakterystyczny dla innych samochodów Nash) i opcjonalnym kołem zapasowym Continental. Ponadto, oprócz lepiej wyposażonej odmiany Custom, w gamie pojawiła się prostsza odmiana Super, reprezentowana tylko przez kombi o nazwie Suburban. Ceny wynosiły od 1885 do 1993 dolarów, a powstało aż 70 002 samochodów, w tym ponad połowa kombi (35 754). W ankiecie „Popular Mechanics” doceniano go przede wszystkim z uwagi na manewrowość, ekonomię eksploatacji i przyspieszenie, a za wady uznawano niewielki bagażnik w kabriolecie i słabe radio; 60% użytkowników oceniło samochód jako doskonały, 29% jako dobry, a 1% jako zły. W tym roku doszła konkurencja amerykańska w postaci kompaktowego samochodu Henry J o tym samym rozstawie osi, który był jednak znacznie tańszy, ubogo wyposażony i występował tylko jako sedan.
Również w 1952 roku modelowym samochód nie przeszedł istotniejszych zmian. Ceny wzrosły o ponad 6% (2003–2119$), a wyprodukowano 51 752 sztuk - tym razem najpopularniejszy okazał się hardtop, z 25 785 egzemplarzami. Z konkurentów, oprócz Henry J, na rynku pojawił się także nieco większy dwudrzwiowy sedan lub hardtop Willys Aero, o podobnej cenie do Ramblera, który sprzedał się w ponad 30 tysiącach sztuk.

### Restyling - 1953 rok

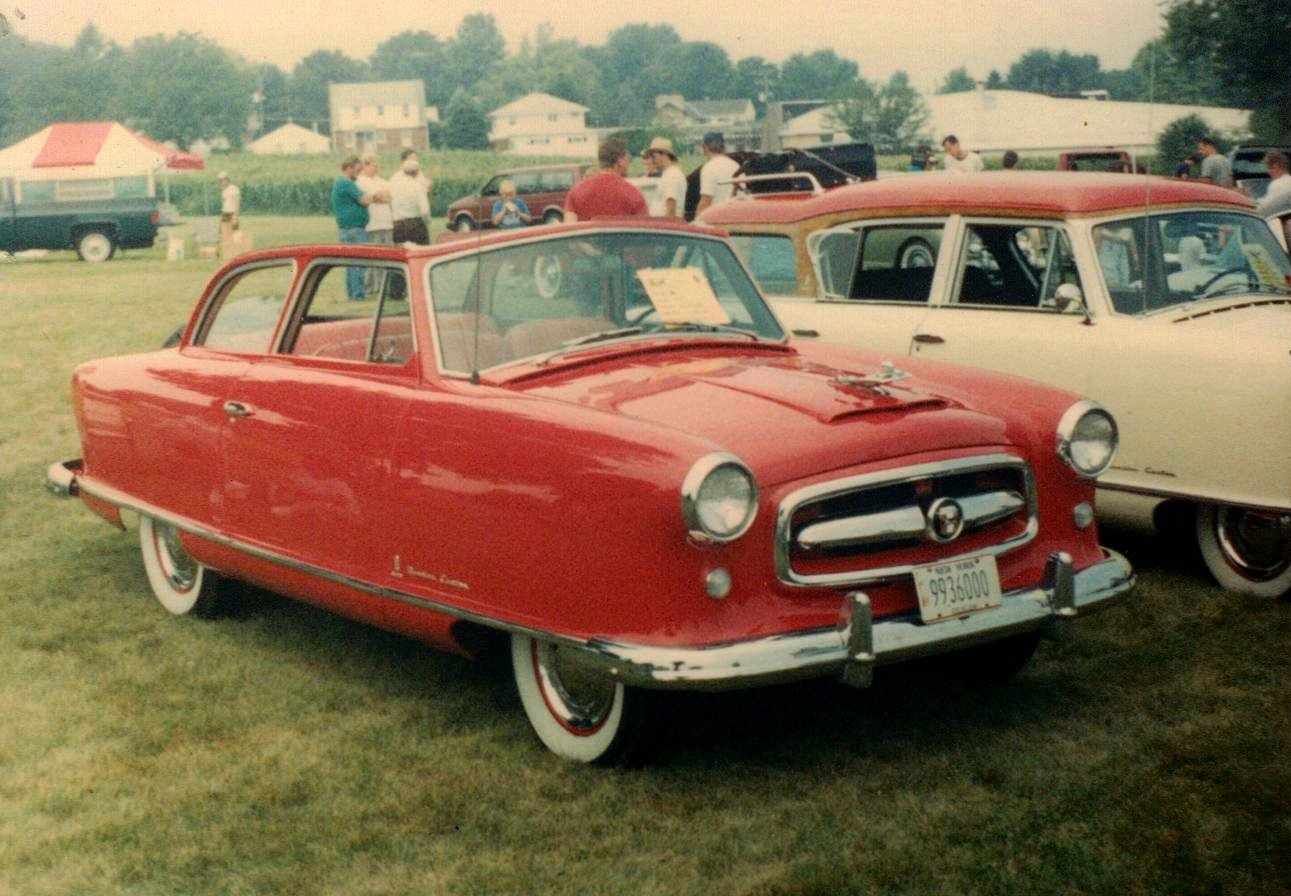
Nash Rambler kabriolet z 1953

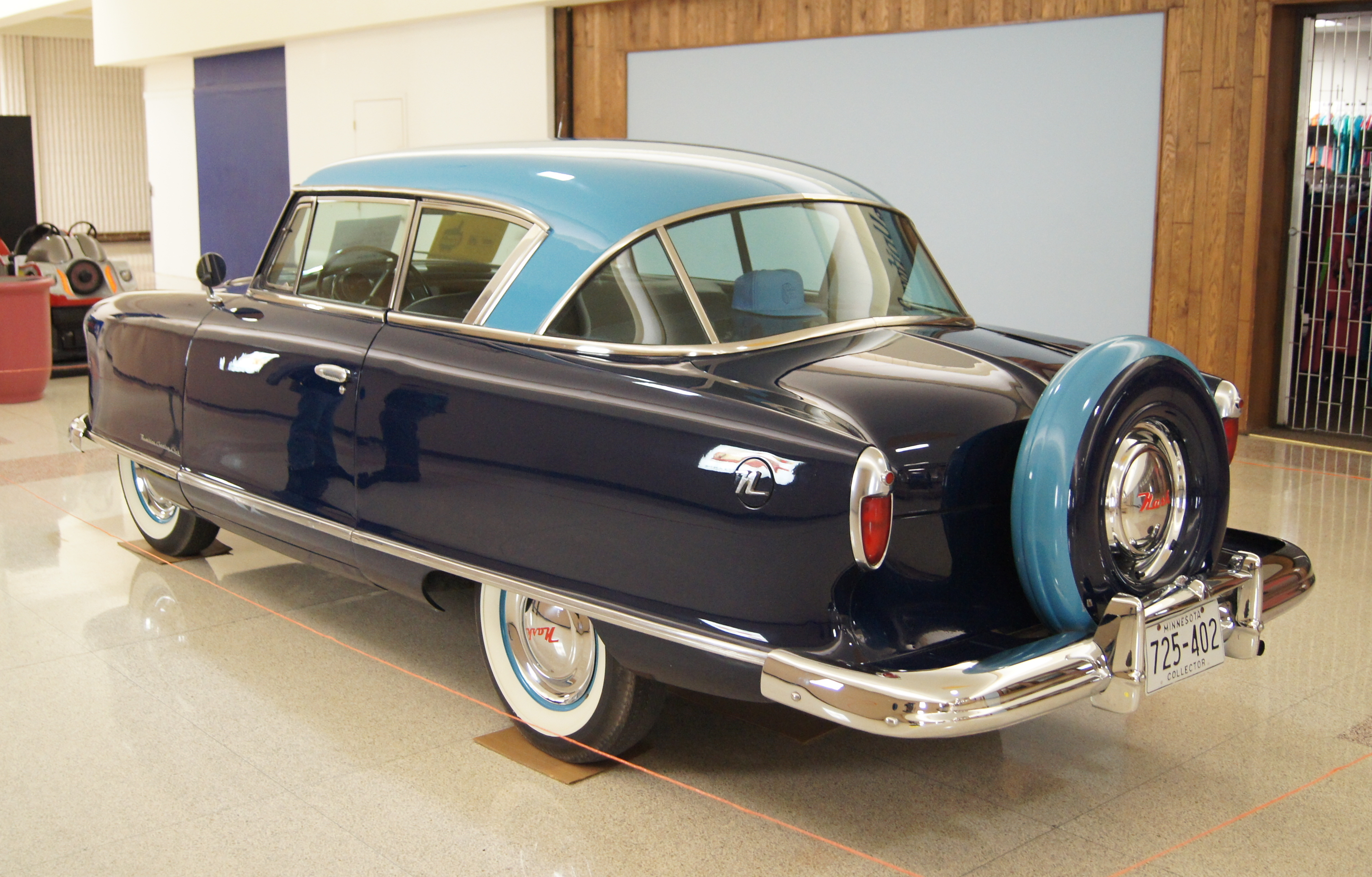
Nash Rambler hardtop z 1953

W styczniu 1953 roku Nash Rambler został przestylizowany przez włoskie studio Pininfarina, wzorem większych modeli marki,  zmodernizowanych już w ubiegłym roku. Zmieniono całe oblachowanie w dolnej części, wprowadzając tylne światła na niewielkich płetwach wystających do tyłu. Nadal koła były w większości zakryte, a na ich wysokości na całej długości nadwozia biegła ozdobna listwa ze stali nierdzewnej. Powiększona szyba przednia była nieco bardziej wygięta. Z przodu obniżono linię maski pomiędzy błotnikami i zmieniono atrapę chłodnicy, która otrzymała chromowaną obwódkę i pojedynczą poziomą belkę wewnątrz, z emblematem Nash pośrodku.
Napęd stanowił powiększony silnik R6 Super Flying Scot, dolnozaworowy, o pojemności 3 l (184 cala sześciennego) i mocy brutto 85 KM, z trzybiegową skrzynią mechaniczną, a za dopłatą silnik R6 o pojemności 3,2 l (195,6 cala sześciennego) i mocy 90 KM ze skrzynią automatyczną Dual-Range Hydra Matic (osłabiona jednostka z modelu Nash Statesman). W wyposażeniu dodatkowym pojawiły się rozkładane siedzenia przednie, tworzące jednolitą kanapę do spania. Ceny pozostały podobne, a wyprodukowano ich 30 251. Do grona konkurentów doszedł natomiast sedan Hudson Jet, który wraz z Willysem Aero występował w tym roku po raz pierwszy w amerykańskim segmencie kompaktowym także w odmianie czterodrzwiowej.

#### Poszerzenie palety - 1954 rok

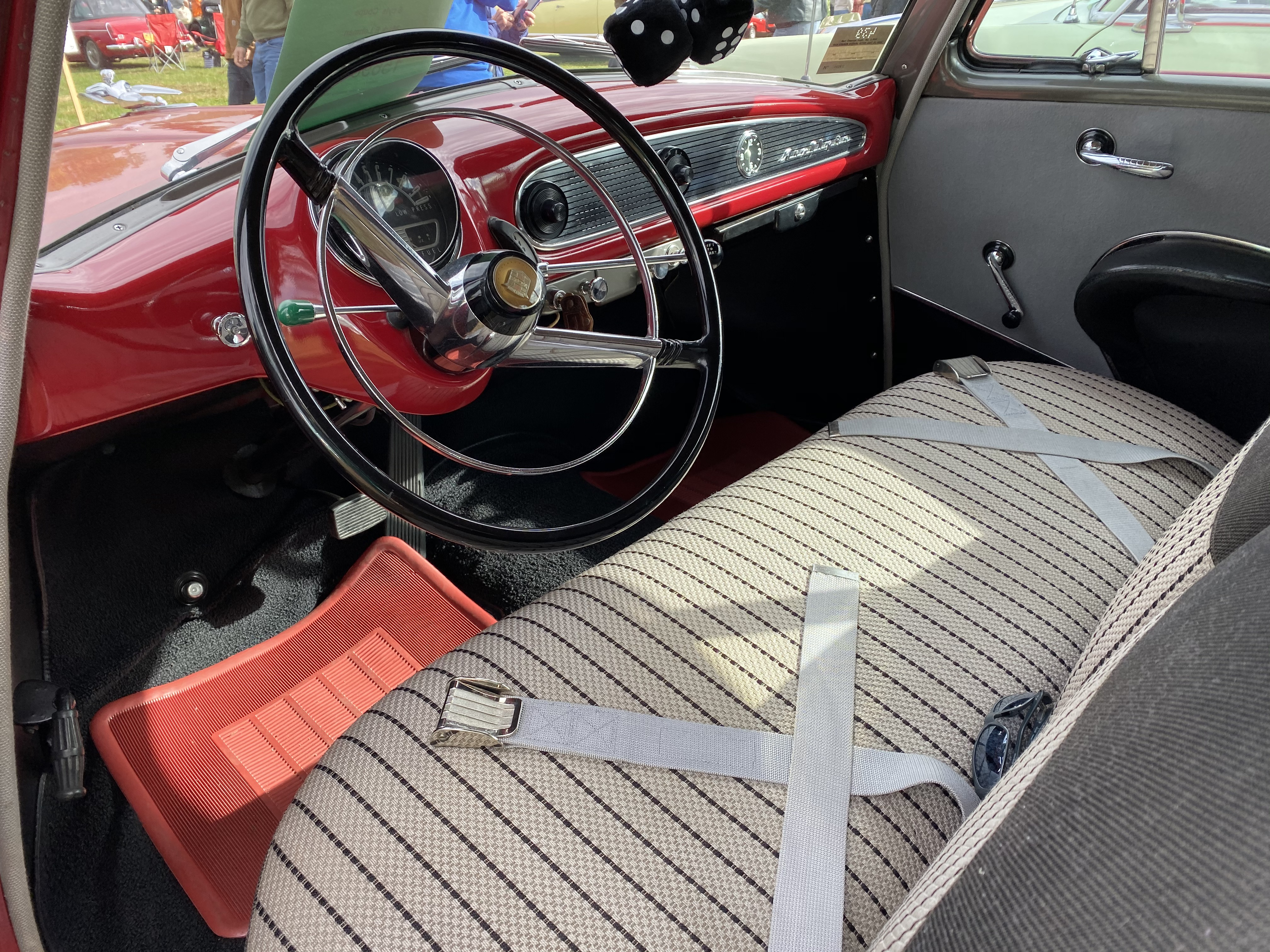
Wnętrze z 1954 (Country Club hardtop)

W listopadzie 1953 roku został wprowadzony model Ramblera na 1954 rok, w którym oprócz dotychczasowych odmian dwudrzwiowych kombi, hardtop i kabriolet pojawił się wzorem innych marek dwudrzwiowy sedan, a nadto odmiany czterodrzwiowe o większym rozstawie osi 108 cali (2743 mm): sedan i kombi Cross Country. Poszerzono jednocześnie gamę wersji wykończenia, które stanowiły teraz: najuboższa DeLuxe (tylko dwudrzwiowy sedan), Super (sedan, hardtop i mniejsze kombi) i najlepiej wyposażona Custom (wszystkie nadwozia poza dwudrzwiowym sedanem). Odmiany Custom miały standardowo koło w stylu Continental na tylnym zderzaku, przez co były dłuższe o 18 cm. Wersje czterodrzwiowe mieściły sześciu pasażerów. Silniki pozostały takie same, z tym że odmiany czterodrzwiowe otrzymywały tylko silnik 3,2 l (90 KM) z trzybiegową skrzynią mechaniczną, a za dopłatą skrzynią automatyczną.
Oprócz poszerzenia cennika o tańsze wersje nadwoziowe, znacząco obniżono ceny wszystkich wersji Ramblera, które zaczynały się teraz od 1550 dolarów za dwudrzwiowy sedan DeLuxe przez 1795 za czterodrzwiowy sedan Super i 1800 za dotychczasowe kombi Super do 2050 dolarów za czterodrzwiowe kombi Custom Cross Country. Ceny sedanów były ogólnie porównywalne z cenami większych samochodów pełnowymiarowych, jednakże bardziej prestiżowe odmiany hardtop, kabriolet i kombi Ramblera były nadal tańsze od ich odpowiedników. Wyprodukowano jednak niewiele więcej – 36 175 samochodów, z tego prawie 21 tysięcy w odmianach czterodrzwiowych.

#### Usamodzielnienie modelu Rambler – 1955 rok

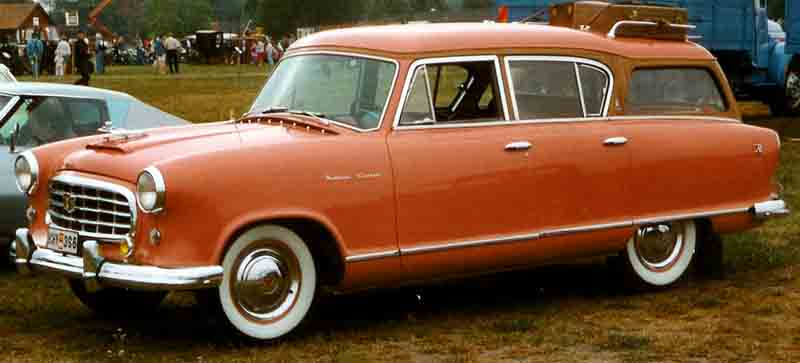
1955 Nash Rambler Cross Country kombi

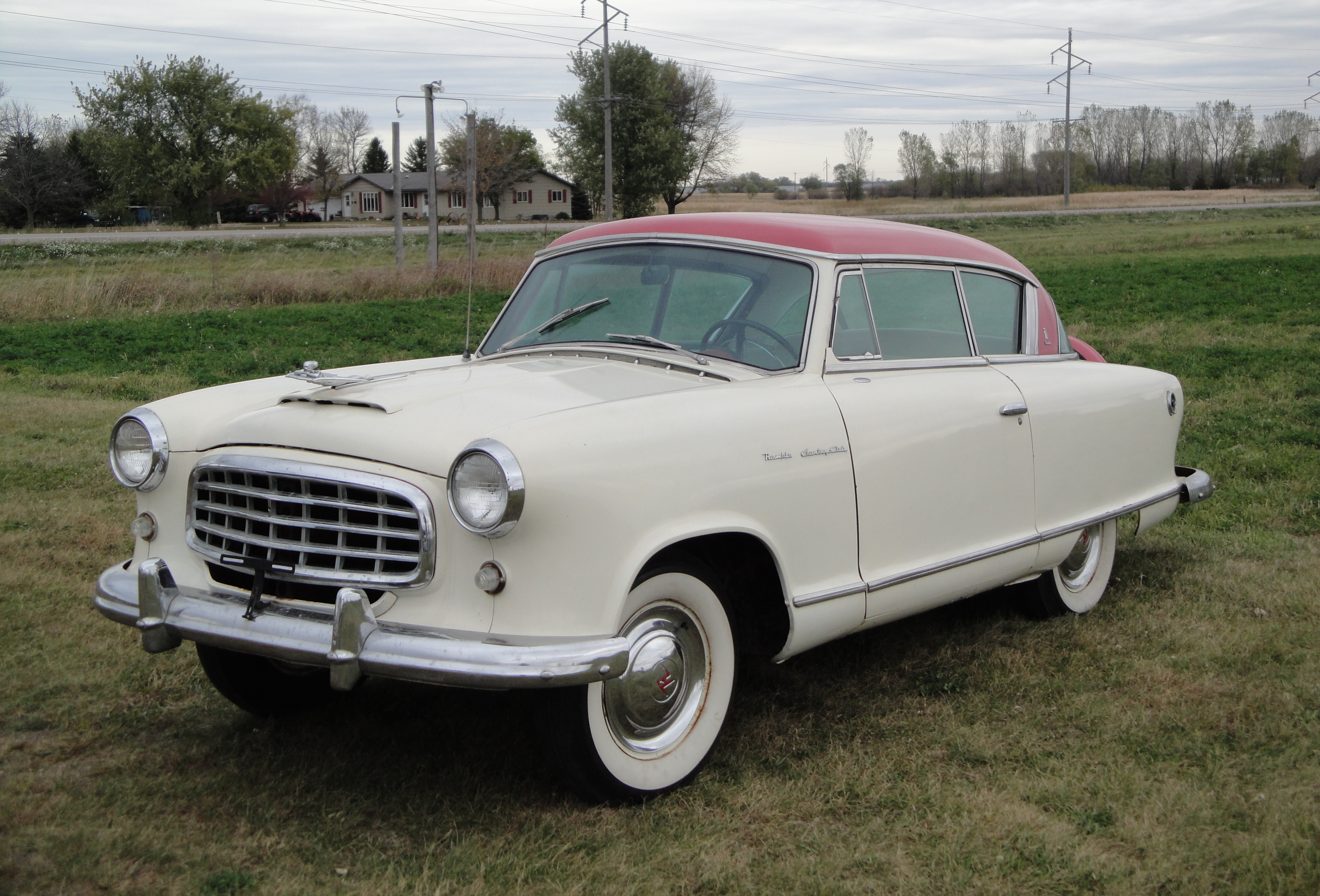
1955 Nash Rambler Country Club hardtop

Od listopada 1954 roku wprowadzono model na 1955 rok, który w ramach nowo utworzonego koncernu American Motors był sprzedawany także pod marką i ze znakiem firmowym Hudson. Był odtąd określany jednak po prostu jako Rambler i traktowany jako samodzielny model koncernu. Zrezygnowano w nim z charakterystycznych zakrytych przednich nadkoli, które ograniczały promień skrętu. Dzięki temu, średnica skrętu dwudrzwiowego modelu – 11 m, była najniższa z samochodów amerykańskich w tym roku. Zmieniono także atrapę chłodnicy na kratę. 
Z gamy nadwozi usunięto kabriolet oraz dokonano w niej przesunięć, udostępniając więcej nadwozi w bazowej wersji DeLuxe, a także dodając w niej dwudrzwiowy trzymiejscowy Business Sedan obok pięciomiejscowego Club Sedan. Jedynym silnikiem pozostał 3,2 l o mocy 90 KM. W wyposażeniu opcjonalnym pojawiła się klimatyzacja (345 dolarów). Dokonano niewielkich korekt cen, które wynosiły od 1457 dolarów za DeLuxe Business Sedan do 1995 dolarów za kombi Custom Cross Country i 2098 dolarów za hardtop Custom Country Club. Rambler był w tym roku najtańszym samochodem produkcji amerykańskiej, chociaż jego cena była niewiele niższa od budżetowego segmentu samochodów pełnowymiarowych Chevrolet, Ford i Plymouth. W drugiej połowie roku pozostał on ostatnim amerykańskim samochodem kompaktowym z uwagi na zaprzestanie w kwietniu produkcji samochodów Willys Aero, a jeszcze w poprzednim roku Hudson Jet i Henry J. Wyprodukowano w konsekwencji znacznie więcej samochodów – 56 009 jako Nash i 24 194 jako Hudson, które stanowiły ponad 50% sprzedaży obu marek.
Następcą na 1956 rok modelowy był już tylko czterodrzwiowy Nash Rambler nowej generacji o dłuższym rozstawie osi 108 cali (późniejszy Rambler Six). Z uwagi jednak na zainteresowanie na rynku, produkcję nieco przestylizowanego dotychczasowego modelu o rozstawie osi 100 cali wznowiono w 1958 roku modelowym pod nazwą Rambler American.

## Dane techniczne
| 1951: Wymiary: - Rozstaw osi: 2540 mm (100") - Długość: 4470 mm (176") - Szerokość: 1867 mm (73½") - Wysokość: 1518 mm (59¾") - Rozstaw kół z przodu/tyłu: 1359 / 1321 mm (53½ / 52") - Masa: 1126 kg (2480 funtów) (kabriolet) Napęd: - Silnik: gaźnikowy, R6, dolonozaworowy, chłodzony cieczą, umieszczony podłużnie z przodu, napędzający koła tylne - Pojemność skokowa: 2828 cm³ (172,6 cala sześciennego) - Średnica cylindra × skok tłoka: 79,4 × 95,3 mm (3,125” × 3,75") - Moc maksymalna: 82 KM (brutto) - Maksymalny moment obrotowy: ? - Stopień sprężania: 7,25:1 - Skrzynia przekładniowa mechaniczna 3-biegowa lub z nadbiegiem - Zużycie paliwa: 7,9 l/100 km przy 48 km/h, 10,5 l/100 km przy 97 km/h z nadbiegiem (testowe) Układ jezdny: - Ogumienie: o wymiarach 5,90×15 - Średnica zawracania: 11,3 m (37 stóp) |